# Takamori (Kumamoto)
Pour les articles homonymes, voir Takamori.
Takamori (高森町, Takamori-machi) est un bourg situé dans le district d'Aso (préfecture de Kumamoto), au Japon.

## Géographie

### Situation
Takamori est situé dans le nord-est de la préfecture de Kumamoto, au sud du mont Aso.

### Hydrographie
Takamori est traversé par le fleuve Ōno.

## Transports
Takamori est desservi par la ligne Takamori  de la compagnie Minami-Aso Railway.